# Uncut
Uncut marca registrada como UNCUT, é uma publicação mensal com base em Londres. Ela está disponível em todos os países anglófonos, e centra-se na música, mas também inclui seções de cinema e livros. Uma revista em DVD sob a marca Uncut foi publicado trimestralmente de 2005 a 2006.